# Fehérpatak (Rózsahegy)
Fehérpatak (szlovákul Biely Potok) egykor önálló község, ma Rózsahegy településrésze Szlovákiában, a Zsolnai kerület Rózsahegyi járásában.

## Fekvése
Rózsahegy központjától 4 km-re délre fekszik, az 59-es főút (E77) mellett hosszan elnyúlva a Nagy-Fátra és az Alacsony-Tátra közötti völgyben, a Rőce két partján.

## Története
1329-ben említik először.
A 18. század végén Vályi András így ír róla: „FEJÉR PATAK. Bili Potok. Tót falu Liptó Vármegyében, földes ura a’ Királyi Kamara, lakosai katolikusok, fekszik Rozenbergtöl nem meszsze, határja hozzá hasonlító, ’s ennek filiája.”
Fényes Elek 1851-ben kiadott geográfiai szótárában így ír a faluról: „Fejérpatak, kis helység Liptó vmegyében, Rosenberg határára telepitve, a k. kamara birtoka.”
1882 után Rózsahegyhez csatolták. 1908-ban keskeny nyomtávú vasút épült Koritnyicafürdő (Oszada része) gyógyfürdőjéhez, ami 1974-ig üzemelt.
A trianoni békeszerződésig Liptó vármegye Rózsahegyi járásához tartozott.

## Nevezetességei
- Szent Vendelnek szentelt római katolikus temploma 1902-ben épült.

## Külső hivatkozások
- Fehérpatak Szlovákia térképén